# يعقوب الصانع
يعقوب عبد المحسن يعقوب عبد الرحمن الصانع (1967 -)، نائب سابق في مجلس الأمة الكويتي ووزير العدل ووزير الاوقاف والشؤون الإسلامية سابقًا.

## سيرته
محامي وحارس قضائي معتمد أمام المحكمة الدستورية العليا ومحكمة التمييز.
حاصل على الماجستير في القانون العام (أصول الممارسة البرلمانية - الحالة الكويتية نموذجا) بدرجة امتياز مع مرتبة الشرف.
حاصل على الليسانس في القانون من جامعة عين شمس في جمهورية مصر العربية 1991
حاصل على درجة الدكتوراه بعد مناقشة رسالته التي تناولت موضوع «الحصانة البرلمانية في النظام الدستوري الكويتي دراسة مقارنة» من جامعة عين شمس في جمهورية مصر العربية عام 2021.

## أبرز مواقفه في مجلس الأمة

### مجلس الأمة ديسمبر 2012
| إحالة استجواب أحمد الحمود إلى التشريعية (2013) | موافق |
| المداولة الأولى لإسقاط الفوائد (2013)          | ممتنع |
| تأجيل استجواب هاني حسين (2013)                 | موافق |
| تأجيل استجواب مصطفى الشمالي (2013)             | موافق |
| التصويت على مرسوم الصوت الواحد (2013)          | موافق |

### مجلس الأمة 2013
| شطب محاور الاستجواب (2013)           | موافق        |
| استجواب الوزير محمد العبدالله (2013) | ضد الاستجواب |
| تحويل جلسة الشريط إلى سرية (2014)    | موافق        |
| شطب استجواب جابر المبارك (2014)      | موافق        |
| قانون الجرائم الالكترونية (2015)     | موافق        |
| قانون البصمة الوراثية (2015)         | موافق        |
| قانون المسيء (2016)                  | موافق        |

## الخبرة العملية
- وزير العدل ووزير الأوقاف والشؤون الإسلامية.
- نائب في مجلس الأمة الكويتي 2013 وفاز بمنصب امين السر.
- فاز في انتخابات مجلس الأمة الكويتي (ديسمبر 2012).
- رئيس لجنة الموارد البشرية البرلمانية.
- مقرر اللجنة الشئون التشريعية والقانونية البرلمانية.
- المنسق العام لمؤتمر التشريعات الإكترونية 2013.
- المنسق العام للمؤتمر الوطني لتمكين الكفاءات 2014.
- محامي معتمد أمام المحكمة الدسنورية العليا ومحكمة التمييز.
- محامي ومدير لمجموعة الصانع القانونية 1991-1995.
- حارس قضائي معتمد ومقيد في المحكمة الكلية ومحكمة الإستئناف العليا ووزارة العدل.
- محكم معتمد ومسجل منذ عام 1999 لدى غرفة تجارة وصناعة الكويت.
- محكم اتفاقي للعديد من الشركات التجارية والمؤسسات في الكويت وفي بعض الدول العربية.
- له العديد من الدراسات القانونية والإدارية.

## الخبرات النقابية
- الأمين العام ل كتلة الوحدة الدستورية.
- عضو في اللجنة التأسيسية لمؤتمر الحوار الوطني.
- عضو في جمعية المحامين الكويتية مقيدأمام محكمة التمييز والمحكمة الدستورية.
- رئيس اللجنة التأسيسية لإتحاد المحامين العرب.
- رئيس لجنة الدفاع عن حقوق وأتعاب المحامين في جمعية المحامين الكويتية.
- عضو في اتحاد المحامين العرب.
- عضو في الاتحاد الدولي للمحامين.
- رئيس لجنة حقوق الإنسان والدفاع عن الحريات في جمعية المحامين الكويتية سابقًا.
- عضو مؤسس للجمعية الكويتية للدفاع عن الدستوروالمشروعية (قيد التأسيس).
- عضو في الجمعية الكويتية للدفاع عن المال العام.
- عضو في جمعية الصحافيين الكويتية.
- عضو في جمعية الخريجين الكويتية.